# クマン・ナ・ゲール
クマン・ナ・ゲール（アイルランド語: Cumann na nGaedhael、英語: The Gaelic Party）は、かつて存在したアイルランドの政党。略称はCnaG、CG。1923年から1932年までアイルランド自由国の政権与党であった。1933年に右派系の小政党と合併し、フィナ・ゲールが結党された。

## 結党の経緯
英愛条約とその後のアイルランド内戦により、アイリッシュ・ナショナリストの政党であるシン・フェインの支持が失われたため、政府を支持する政党をして組織された。新党は1922年12月に結党される予定であったが、内戦とその混乱により、1923年まで延期された。

## 与党として
1923年総選挙においてクマン・ナ・ゲールは63議席を獲得し、以後1932年まで与党の地位にあった。

## 三党合同と新党結成
1932年総選挙でクマン・ナ・ゲールは、与党の地位を喪失した。エイモン・デ・ヴァレラ率いるフィアナ・フォイルの人民主義に対抗し、クマン・ナ・ゲールはますます中産階級の政党を標榜するようになった。1933年、数回の協議を経て、クマン・ナ・ゲールは国民中央党と陸軍戦友協会（いわゆる青シャツ隊）の後継である国民防衛軍と合同し、新党フィナ・ゲールを結党した。

## 選挙結果
| 選挙年    | 議席数   | ±  | 議席増減 | 投票数  | %     | 党の立場                | 党の代表                 |
| --------- | -------- | -- | -------- | ------- | ----- | ----------------------- | ------------------------ |
| 1923年    | 63 / 153 | 5  | 1st      | 410,695 | 39.0% | 少数与党                | ウィリアム・コスグレイヴ |
| 1927年6月 | 47 / 153 | 16 | 1st      | 314,703 | 27.4% | 少数与党 (労働党と連立) | ウィリアム・コスグレイヴ |
| 1927年7月 | 62 / 153 | 15 | 1st      | 453,028 | 38.7% | 少数与党 (労働党と連立) | ウィリアム・コスグレイヴ |
| 1932年    | 57 / 153 | 5  | 2nd      | 449,506 | 35.3% | 野党                    | ウィリアム・コスグレイヴ |
| 1933年    | 48 / 153 | 9  | 2nd      | 422,495 | 30.5% | 野党                    | ウィリアム・コスグレイヴ |